# Marian Podczaszy
Marian Podczaszy – polski bokser.

## Życiorys
Był uczniem Zasadniczej Szkoły Zawodowej Sanockiej Fabryki Autobusów w Sanoku, dokąd dojeżdżał zamieszkując w okolicach tego miasta.
Podczas nauki szkolnej zaczął uprawiać boks w sekcji pięściarskiej Stali Sanok, początkowo w zespole juniorskim prowadzonym przez trenera Wiesława Florczaka trenowany, a od jesieni 1987 kierowany przez utytułowanego szkoleniowca Tadeusza Nowakowskiego. W lutym 1987 wygrał zawody w kategorii do 75 kg podczas turnieju juniorów o Puchar Dyrektora Wydziału Kultury Fizycznej i Turystyki Urzędu Wojewódzkiego w Rzeszowie. Został kadrowiczem kadry narodowej juniorów pod kierunkiem Mariusza Duriasza i Grzegorza Skrzecza. Jako dotychczasowy junior został włączony do seniorskiej drużyny Stali Sanok przed sezonem 1989 o wejście do II ligi. W rywalizacji ligowej zadebiutował 29 stycznia 1989 w meczu przeciw Carbo Gliwice, a później startował nadal w barwach dorosłej ekipy Stali w spotkaniach drużynowych o wejście do II ligi. W debiutanckim sezonie 1989 rozegrał 11 ligowych walk, zdobywając 16 punktów.
Startował w zawodach rangi mistrzostw Polski. W kwietniu 1987 dotarł do półfinału rozgrywanych w Rzeszowie eliminacji strefowych do XIV edycji Ogólnopolskiej Spartakiady Młodzieży. Rok później zakwalifikował się do tych centralnych zawodów i podczas XV edycji Ogólnopolskiej Spartakiady Młodzieży w Olsztynie w maju 1988, stanowiącego nieoficjalne 42. mistrzostwa Polski juniorów, zdobył złoty medal w kategorii wygi średniej do 75 kg. Był to szósty w historii złoty medal indywidualny na OSM zdobyty przez przedstawiciela sanockiego sportu, pierwszy przez zawodnika Stali Sanok, zaś w edycji OSM 1988 było to jedyne mistrzostwo uzyskane przez reprezentanta województwa krośnieńskiego. W uznaniu tego osiągnięcia na koniec 1988 roku otrzymał Puchar Naczelnika Sanoka oraz Nagrodę Dyrektora Wydziału ds. Młodzieży i Kultury Fizycznej Urzędu Wojewódzkiego w Krośnie. Następnie wygrał zawody w kategorii juniora starszego podczas II Turnieju Bokserskiego Juniorów o Puchar Dyrektora Rzeszowskiej Wojewódzkiej Federacji Sportu, rozgrywanego w dniach 18-19 lutego 1989 w Sanoku. Na rozgrywanych w dniach 18-19 marca 1989 mistrzostwach okręgu lubelsko-rzeszowskiego dotarł do półfinału. Podczas 14. edycji mistrzostw Polski juniorów do lat 19 w maju 1989 w Kaliszu startował w tej samej kategorii wagowej i dotarł do półfinału, zdobywając brązowy medal (w walce eliminacyjnej doznał złamania kości śródręcza prawej dłoni, lecz mimo kontuzji wygrał walkę, a następnie także bój półfinałowy, w którym walczył jedną, zdrową rękę; przed finałem został wycofany z zawodów). 
W mistrzostwach Polski juniorów do lat 20 dwukrotnie zdobywał złoty medal w kategorii do 81 kg (waga półciężka): w marcu 1990 we Włocławku i w marcu 1991 w Koninie. Następnie startował w seniorskich mistrzostwa Polski: w 1990 w Jastrzębiu-Zdroju odpadł w ćwierćfinale (81 kg), w 1991 w Słupsku także w ćwierćfinale (75 kg), w 1993 w Poznaniu uległ w eliminacjach (81 kg). Został powołany do kadry Polski seniorów.
Zajął siódme miejsce w plebiscycie dla najpopularniejszego sportowca Sanoka za rok 1988. Został uwzględniony w Plebiscycie na Złotą Dziesiątkę Sportowców „Podkarpacia” za rok 1989. Uchodził za jednego z największych talentów najnowszej historii pięściarstwa w Sanoku. Reprezentował także barwy Igloopolu Dębica po sezonie 1990 oraz klubu z Warszawy.